# Vũ khí siêu vượt âm

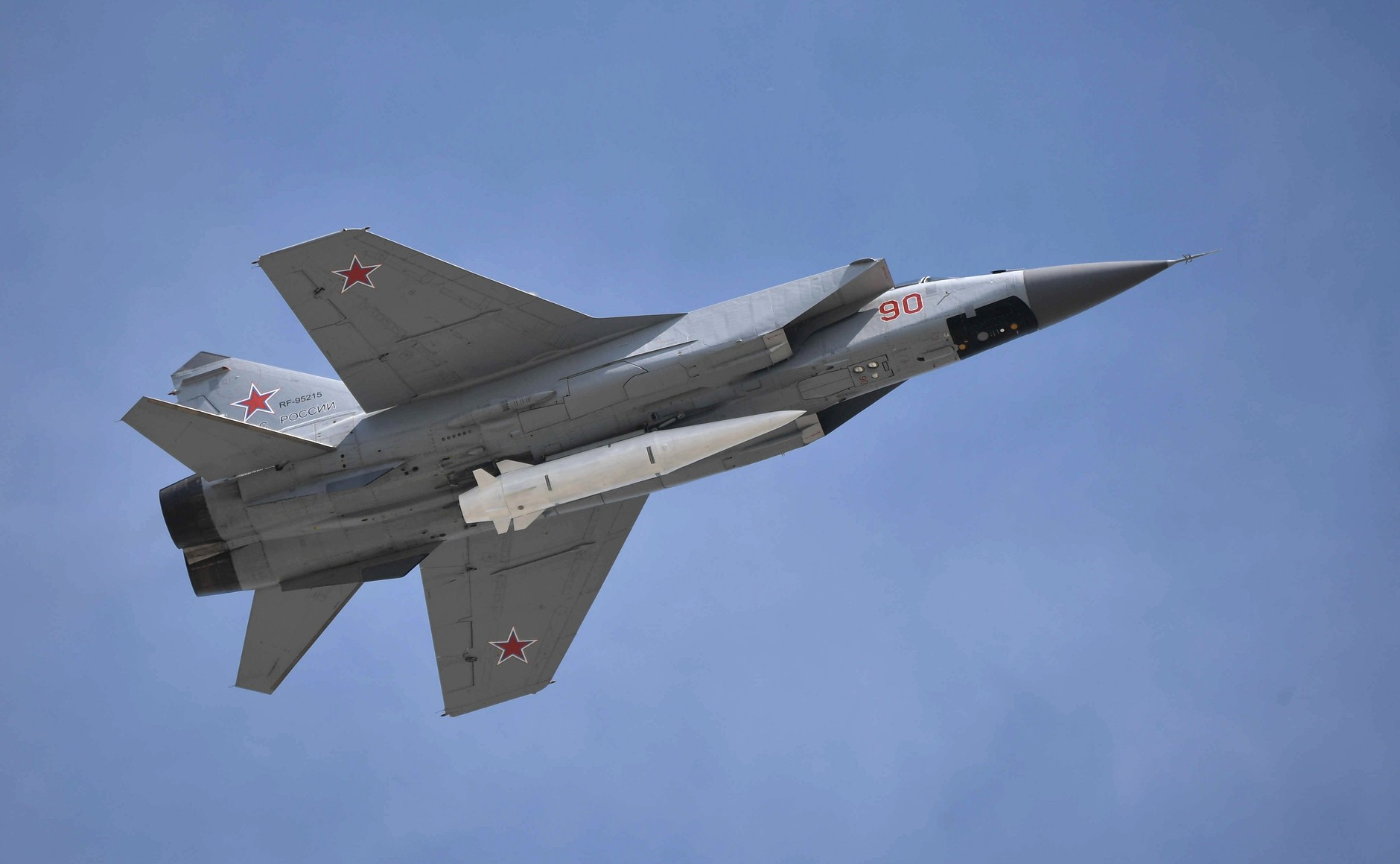
Tên lửa đạn đạo Kh-47M2 Kinzhal mang bởi máy bay tiêm kích đánh chặn MiG-31K

Vũ khí siêu vượt âm là các loại vũ khí (như tên lửa) di chuyển với tốc độ từ 5 đến 25 lần tốc độ âm thanh (Mach 5 - Mach 25) - khoảng 1 đến 5 dặm/giây (1,6 đến 8 km/giây). Chậm hơn tốc độ như vậy, vũ khí sẽ được coi là cận âm (dưới vận tốc âm thanh - Mach 1) hoặc siêu âm (từ Mach 1 tới dưới Mach 5). 
Lưu ý rằng không phải bất cứ vũ khí nào đạt vận tốc Mach 5 - Mach 25 đều được coi là vũ khí siêu vượt âm. Một số điều kiện khác phải đạt được, đó là vũ khí phải đạt được vận tốc này ngay cả khi đang bay trong bầu khí quyển (tức là độ cao dưới 30 km), đồng thời phải có khả năng thay đổi đường bay giống như tên lửa hành trình. Vì lý do này, các loại tên lửa đạn đạo không được coi là vũ khí siêu vượt âm dù vận tốc của chúng có thể đạt tới Mach 5 - Mach 25, bởi vì tên lửa đạn đạo sẽ bay vọt vào không gian theo quỹ đạo vòng cung cố định và không có khả năng thay đổi đường bay linh hoạt (trừ một số loại tên lửa đạn đạo đời mới như Kh-47M2 Kinzhal của Nga có thể liên tục thay đổi quỹ đạo bay giống như tên lửa hành trình). Các loại máy bay như North American X-15 hoặc tàu con thoi có thể đạt vận tốc Mach 5-6 nhưng cũng không được coi là vũ khí siêu vượt âm, vì nó chỉ có thể đạt vận tốc này ở độ cao vũ trụ (trên 100 km so với mặt đất), còn nếu ở độ cao dưới 30 km thì vận tốc của X-15 sẽ chỉ còn Mach 2-3 (do ma sát với không khí khiến nó bay chậm lại).
Ở tốc độ cao như vậy, ma sát với không khí sẽ khiến các phân tử không khí của khí quyển tách rời thành plasma, khiến việc điều khiển và liên lạc trở nên khó khăn, đồng thời lớp vỏ của vũ khí sẽ bị nóng lên tới nhiệt độ hàng nghìn độ C. Ở tốc độ Mach 5, nhiệt độ bề mặt phương tiện có thể vượt quá 530°C. Ở tốc độ Mach 7, nhiệt độ bề mặt có thể đạt trên 1.600°C, còn nhiệt độ khi tốc độ Mach 10 có thể đạt tới khoảng 2.200°C, khiến các vật liệu thông thường sẽ bị biến dạng. Vì thế, vũ khí siêu vượt âm được coi là một vũ khí công nghệ cao mà ở thời điểm năm 2020 chỉ có rất ít nước chế tạo được. Vào năm 2020, chỉ có Nga là nước đã đưa vũ khí siêu vượt âm vào biên chế với bộ ba là phương tiện lướt Avangard, tên lửa hành trình 3M22 Zircon và tên lửa đạn đạo phóng từ máy bay Kh-47M2 Kinzhal) 
Vũ khí sử dụng năng lượng định hướng như la-de có thể hoạt động ở tốc độ cao hơn nhưng được coi là một loại vũ khí khác.
Hiện có ba loại vũ khí siêu vượt âm chính:
1. Phương tiện lướt siêu vượt âm - một thiết bị lướt đi xuyên qua bầu khí quyển với tốc độ cao sau giai đoạn phóng ban đầu được thực hiện bởi tên lửa (ví dụ như loại Avangard của Nga)
2. Máy bay và tên lửa sử dụng động cơ phản lực của chính nó để đạt tốc độ cao (ví dụ như tên lửa hành trình 3M22 Zircon, Kh-47M2 Kinzhal của Nga)
3. Pháo bắn đạn siêu tốc. Đây có thể là sự phát triển của pháo truyền thống hoặc công nghệ mới như railgun.

## Danh sách vũ khí siêu vượt âm
Các kế hoạch, dự án thử nghiệm hoặc các loại vũ khí đã được sản xuất bao gồm:
- 14-X
- 3M22 Zircon - tên lửa hành trình của Nga
- AGM-183 ARRW – tên lửa thử nghiệm của Mỹ, đã bị hủy bỏ vào tháng 3 năm 2023 sau nhiều lần thử nghiệm thất bại
- Avangard, phương tiện lướt gắn trên tên lửa RS-28 Sarmat của Nga
- Boeing X-51 Waverider - tên lửa của Mỹ, chỉ dừng ở mức thử nghiệm
- BrahMos-II - tên lửa hành trình của Ấn Độ chế tạo theo công nghệ do Nga chuyển giao
- Cannon-Caliber Electromagnetic Gun launcher
- DARPA Falcon Project (Hypersonic Weapon System (HWS))
- DF-ZF, phương tiện lướt gắn trên tên lửa DF-17 của Trung Quốc
- HGV-202F
- Hypersonic Air-breathing Weapon Concept
- Hypersonic Technology Vehicle 2
- Hypersonic Technology Demonstrator Vehicle (HSTDV)
- Kh-15 - tên lửa hành trình của Liên Xô
- Kh-47M2 Kinzhal - tên lửa phóng từ máy bay của Nga (giai đoạn đầu bay như tên lửa đạn đạo, nhưng giai đoạn giữa và cuối có thể liên tục thay đổi quỹ đạo bay giống như tên lửa hành trình)
- Long-Range Hypersonic Weapon
- Prompt Global Strike (Advanced Hypersonic Weapon)
- SCIFiRE
- Shaurya (missile)
- Silbervogel, ý tưởng thiết kế đầu tiên, ra đời vào thập niên 1930s.[2]